# Nanorana ercepeae
Nanorana ercepeae es una especie de anfibio anuro de la familia Dicroglossidae. Se encuentra en Nepal y, Quizá en la India. La pérdida y degradación de su hábitat natural son las principales amenazas a su conservación.